# 家族の日
家族の日（かぞくのひ）は、2007年に始まった日本の記念日。毎年11月の第3日曜日にあたる。その前後1週間は家族の週間とされる。これとは別に、地方自治体の定める家庭の日も本項において解説する。

## 概要
2005年には食育基本法が制定され、子育てにおける家庭の機能が見直され始めた。2006年2月には、「家族・地域の絆再生」政務官会議プロジェクトチームが、少子化対策の一環としての家族の位置付け、役割の見直し、その方向を実現するための方策を提言することを目的として設置された。その中間報告において、『家族と地域の絆再生プラン』が検討され、家族や地域の人々が触れあう機会を増やし、相互の絆をより深めるため、毎月1週間程度を「家族の週間」とするプランが提示された。
その後、内閣府は、2006年6月20日に少子化社会対策会議によって決定された「新しい少子化対策について」に基づき、2007年度から、11月の第3日曜日を「家族の日」とし、その前後1週間を「家族の週間」と定めた。子育てを支える家族や地域の絆の重要性を考えるきっかけにしようという趣旨である。「11（いい）23（ファミリー）」の語呂合わせなどから、勤労感謝の日でもある11月23日を軸に調整を行なっていたが、11月第3日曜日で決着した。
家族の日・家族の週間とは別に、独自に「家庭の日」を設けている地方自治体もある。概ね毎月第3日曜日とする自治体が多いが、各家庭で都合のよい日（静岡県）としている自治体もある。「家庭の日」運動は、1955年に鹿児島県の鶴田町で始まり、薄れつつある家族の絆を大切にし、また休みの取れない農業従事者のために「農休日」を設けようとの企図により始まり、1965年頃から日本各地で制定された。